# Rębisze-Działy
Rębisze-Działy (prononciation : [rɛmˈbiʂɛ ˈd͡ʑawɨ]) est un village polonais de la gmina de Goworowo dans le powiat d'Ostrołęka de la voïvodie de Mazovie dans le centre-est de la Pologne.

## Histoire
De 1975 à 1998, le village appartenait administrativement à la voïvodie d'Ostrołęka.